# 屋代昭治
屋代 昭治（やしろ しょうじ、1949年 - ）は、横浜市中区長。

## 略歴
1949年、栃木県那須郡馬頭町生まれ。1973年、早稲田大学第一政治経済学部政治学科卒業。同年4月、横浜市役所に入庁。都市計画局総務部長、道路局総務部長、総務局行政部長を経る。2004年、瀬谷区長。2006年4月より現職。